# Tangara bridé
Thlypopsis superciliaris
Espèce
Répartition géographique
Statut de conservation UICN

 LC  : Préoccupation mineure
Le Tangara bridé (Thlypopsis superciliaris) est une espèce de passereau appartenant à la famille des Thraupidae.

## Habitat
Il vit dans les forêts humides subtropicales ou tropicales de montagne et les anciennes forêts primaires fortement dégradées.

## Répartition et sous-espèces
Selon la classification de référence du Congrès ornithologique international (15.1, 2025) il se répartit en sept sous-espèces (ordre phylogénique) :
- T. s. chrysophrys (Sclater & Salvin, 1875 — cordillère de Mérida ;
- T. s. superciliaris (Lafresnaye, 1840) — cordillère Orientale (Colombie) ;
- T. s. nigrifrons (Lawrence, 1875 — Andes colombiennes et équatoriennes ;
- T. s. maculifrons (Zimmer, 1947) — Andes sud-équatoriennes et nord-péruviennes ;
- T. s. insignis (Zimmer, 1947) — cordillère Centrale (Pérou) (nord) ;
- T. s. leucogastrus (Taczanowski, 1874) — cordillère Centrale (Pérou) ;
- T. s. urubambae (Zimmer, 1947) — cordillère Orientale (Andes centrales).